# 이정우 (1910년)
이정우(1910년 7월 10일~1991년 4월 24일)는 대한민국의 정치인이다. 제16대 전라북도지사였으며 제8대 국회의원을 지냈다.

## 역대 선거 결과
|  | 45.79% |

|  | 25.93% |

|  | 67.73% |

|  | 25.13% |